# Signe Maria Thiel
Signe Maria Thiel, född Peters, den 1 oktober 1869 i Stockholm, död den 19 september 1915 i Borgholm, var en svensk gallerist och drivande i bildandet av Thielska galleriet.
Hon var i sitt andra äktenskap gift med Ernest Thiel och mor till Tage och Lill Thiel. Signe Thiel är begravd på Borgholms kyrkogård på Öland.

## Avbildningar

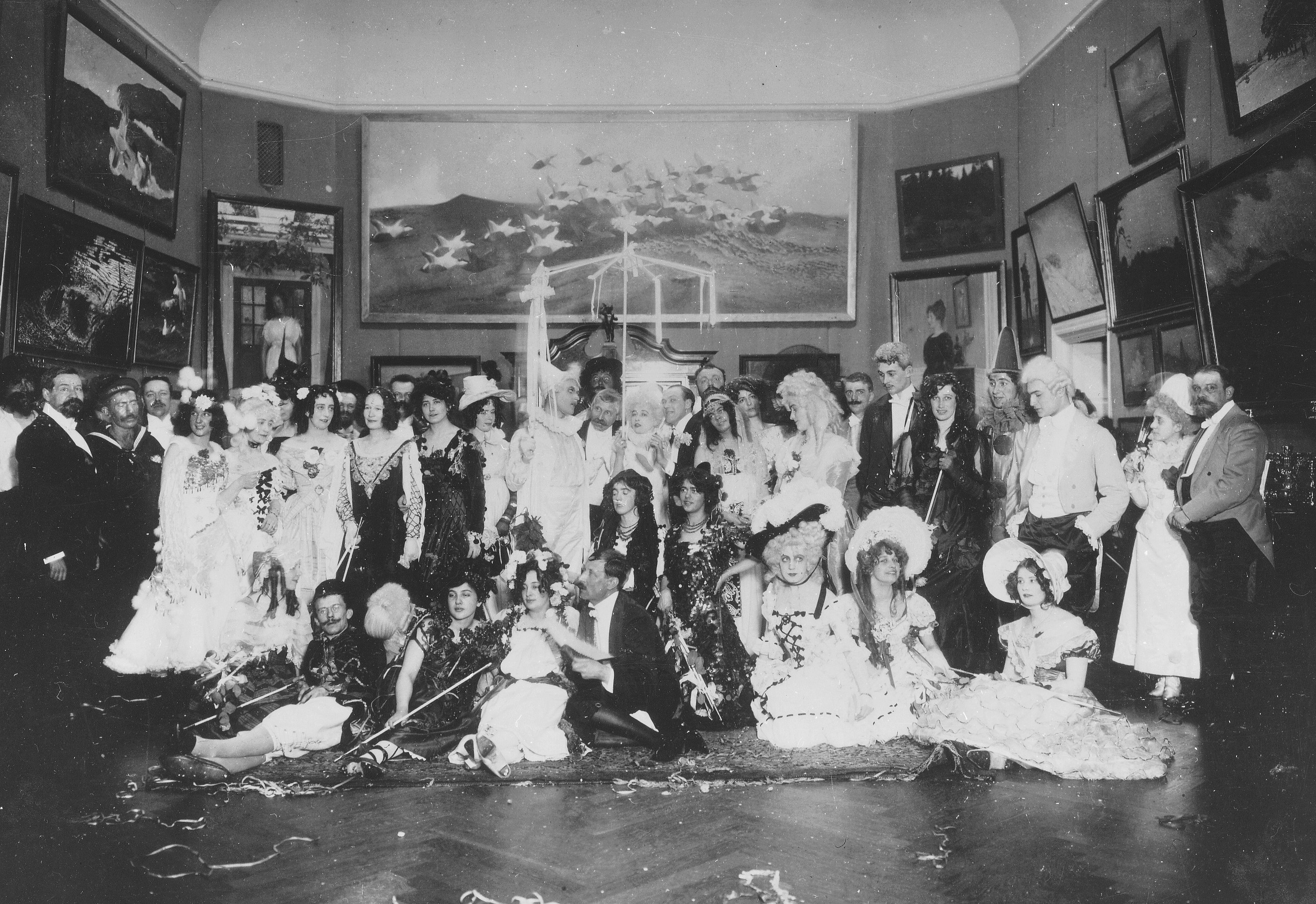
Invigningen av Villa Eolskulle 1907. Signe Thiel sitter i främre raden, andra från höger.
Carl Larsson.
Edvard Munch.